# Aseraggodes guttulatus
Aseraggodes guttulatus es una especie de pez de la familia Soleidae en el orden de los Pleuronectiformes.

## Distribución geográfica
Se encuentran desde las  costas de Reunión y Maldivas hasta las del Mar de la China Meridional.